# Virgen del Camino

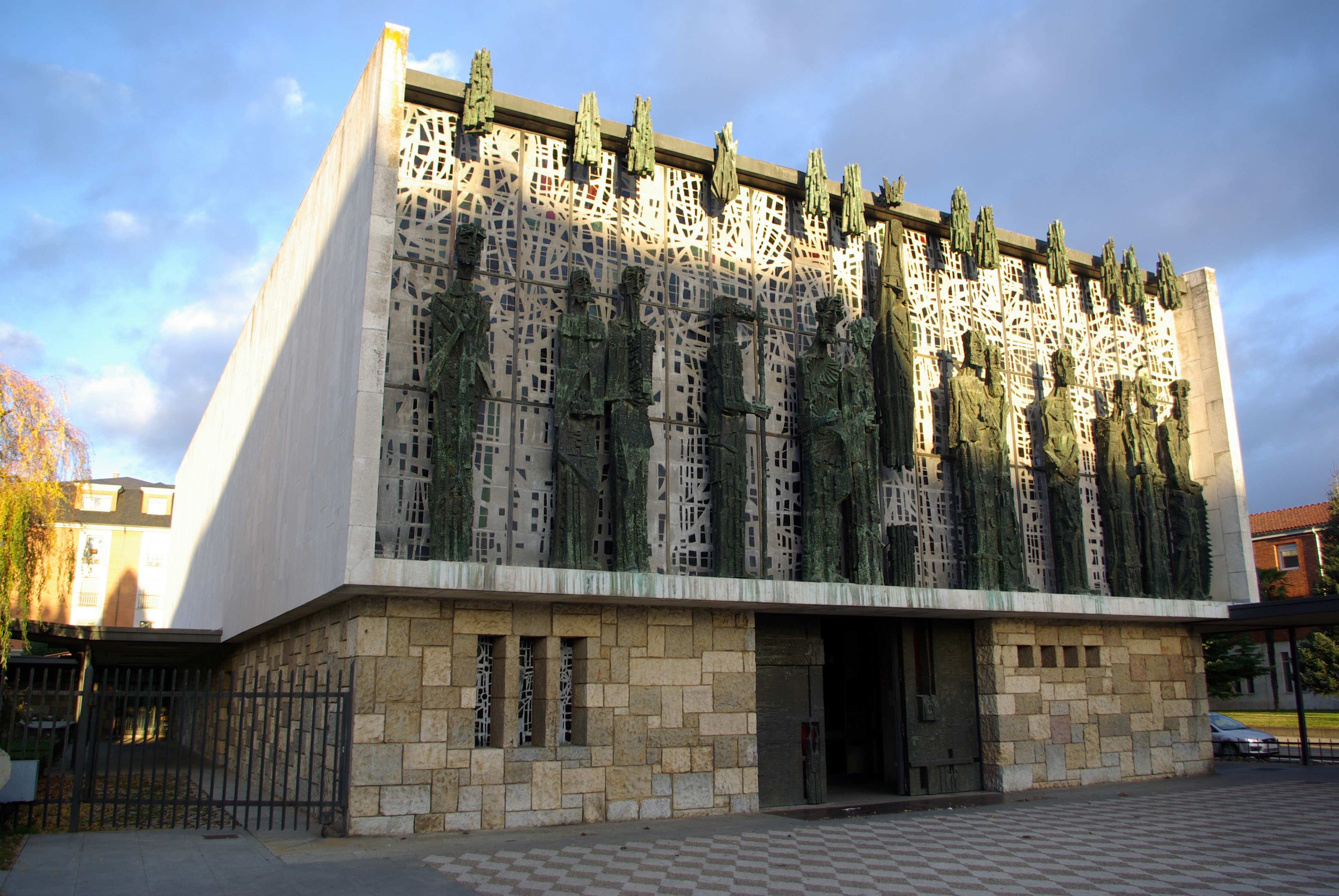
Wallfahrtskirche Virgen del Camino

Virgen del Camino ein Ort am Jakobsweg in der Provinz León der Autonomen Gemeinschaft Kastilien und León. Zum Ort gehören heute der Flughafen von León, ein Luftfahrtzentrum und eine Pilotenschule.
Administrativ ist er von Valverde de la Virgen abhängig und mit ca. viertausend Einwohnern innerhalb des Municipios der Ort mit der größten Bevölkerung.

## Geschichte
Der Ort entwickelte sich vor den Toren Leóns um eine Wallfahrtskapelle herum, die errichtet wurde, nachdem dem Hirten Alvar Simón Fernández am 2. Juli 1505 auf einem Feld die Jungfrau Maria erschien war und die Errichtung einer Kapelle gefordert hatte. Es gab zwar zuvor auch schon eine Virgen del Camino, sie wurde jedoch umbenannt und ist heute als Virgen del Mercado bekannt.
Noch im 16. Jahrhundert wurde die oben erwähnte kleine Kirche errichtet. Diese Kirche wurde erweitert und im zwanzigsten Jahrhundert zugunsten eines Neubaus abgebrochen. 1914 wurde die „Jungfrau vom Weg“ Patronin Leóns. Sie ist Ziel zahlreicher Wallfahrten, mit der Überalterung der spanischen Gesellschaft nahm aber die Zahl Teilnehmer zuletzt ab.

## Wallfahrtskirche Virgen del Camino
Das Gebäude hat die Form eines weißen Kubus, der auf einem dunkleren Sockel geringeren Ausmaßes ruht. Der Glockenturm ist ein steil aufragende Betonkonstruktion in Form eines Kreuzes. Die Portalfront zeigt ein Pfingstszene (Maria und die Jünger, ohne Jesus) des Bildhauers Josep Maria Subirachs. Die Gruppe besteht aus dreizehn Figuren a sechs Meter, jede wiegt 700 kg. Die schmalen stilisierten Silhouetten, wirken wie eine Erwiderung auf die Gotik der Leóneser Kathedrale.
Im Inneren empfängt den Besucher eine relativ niedrig wirkende Halle. Korrespondierend zum äußeren Sockel ist der untere Teil mit dunklem Holz vertäfelt, während der obere Teil hell gehalten ist. Die Altarnische aus Naturstein strebt gerade nach oben und erhält von dort Licht. Das Retabel (18. Jh.) stammt aus der Vorgängerkirche, die Darstellung der Maria (Pietà) ist nicht genau zu datieren, dürfte aber in der Zeit nach der Marienerscheinung entstanden sein.
Der Bau inklusive des Dominikanerkollegs wurde durch einen vermögenden Auswanderer finanziert, der portugiesische Dominikaner Francisco Coello entwarf die Kirche, 1957 wurde ihr Grundstein gelegt, 1961 wurde sie geweiht. Ihr Äußeres war mitunter Gegenstand öffentlicher Diskussion.